# Racconto (película)
 Racconto  es una película Argentina dirigida por Ricardo Becher según su propio guion, escrito en colaboración con Dalmiro Sáenz. El largometraje está basado en el argumento de Dalmiro Sáenz, según idea original de Anita Larronde. Fue producido en 1963, pero nunca se estrenó comercialmente. Tuvo como protagonistas a Anita Larronde, Jardel Filho, Marta Bianchi, Graciela Borges, Lautaro Murúa, Leonardo Favio y María Vaner.
La película fue exhibida en el Festival Internacional de Cine Independiente de Buenos Aires el 12 de abril de 2006.

## Sinopsis
La turbulenta relación entre dos jóvenes.

## Reparto
- Anita Larronde
- Jardel Filho
- Marta Bianchi
- Graciela Borges
- Lautaro Murúa
- Leonardo Favio
- María Vaner
- Beatriz Matar
- Mario Horna
- Sergio Mulet
- Jorge Acuña
- Ada Argüello
- Rafael Cubas
- Carlos Luzietti
- Poldi Nacht
- Mauricio Berú
- Carlos Orgambide
- Pedro Stocki
- Susana Villafañe

## Comentarios
Mercedes Halfon en un reportaje al director realizado con motivo del estreno de un documental sobre el mismo escribió en Página 12:

”Racconto, con su gozoso retrato irónico de dos jóvenes de la clase adinerada snob –beatniks en el peor sentido del término–, con guion de Dalmiro Sáenz, tampoco fue bien leído. El Instituto del Cine la clasificó como Clase B, y nadie se animó a distribuirla.

Becher denuesta ese film, al que califica entre risas de “malísimo”; sin embargo, Fernando Martín Peña aparece en el documental para aclarar que si bien la película podía tener cosas fallidas, su extraordinaria ruptura narrativa no había tenido precedentes hasta el momento. El film, con sus preocupaciones ideológicas, es una suerte de nexo entre el cine de principios de los ’60, con películas como Los jóvenes viejos de Rodolfo Kuhn, y la radicalidad formal que plantearía el llamado Grupo de los Cinco en 1969. En Racconto, estos dos jóvenes bellos casi chocan su descapotable con un camión destartalado lleno de personas. El choque literal alude a otro tipo de choque, el de clases, y lo hace de un modo revulsivo para el público de ese momento. Y también para el de ahora. Nadie de los que filman el estilo de vida de los afortunados de la balanza se preocupa por los que quedan afuera del cuadro.”